# Amalfi
Amalfi je obmorsko mesto v Italiji, ki leži na obali Salernskega zaliva.

## Zgodovina
Mesto je bilo prvič omenjeno v 6. stoletju. Med 9. in 12. stoletjem je bila pomembna trgovska sila v tem delu Sredozemlja. Prišteva se med glavne pomorske republike.
Prebivalci so izdali tudi pomorski zakonik Tavole amalfitane, ki je bil v veljavi v Sredozemlju do leta 1750.
Ko je sicilijanski kralj Rogerij II. Sicilski uničil njihovo republiko, je mesto začelo nazadovati in ni nikoli doseglo take moči, kot ga je imelo v srednjem veku.